# Dezső Gencsy
Dans le nom hongrois Gencsy Dezső, le nom de famille précède le prénom, mais cet article utilise l’ordre habituel en français Dezső Gencsy, où le prénom précède le nom.
Dezső Gencsy est un footballeur, et entraîneur hongrois, né le 2 novembre 1897 à Budapest et mort le 8 avril 1977 à Porto. International hongrois à 1 reprise. Il était aussi un joueur d'échecs d’excellent niveau avec le grade de Master.

## Biographie
Né à Budapest, Gencsy a débuté dans un des clubs de la capitale, le Nemzeti SC à l’époque appelé le NSC Budapest, club disparu en 1950. Il y évolue essentiellement en deuxième division hongroise, sauf durant la saison 1919-20, terminant 12e et relégable. Ce qui ne l’empêche pas d’honorer sa seule sélection avec l’équipe nationale de Hongrie en 1921.
Puis c’est le départ vers l’Allemagne, au 1. FC Sarrebruck, où il reste 3 saisons, sans jamais atteindre le niveau national. Il quitte donc Sarrebruck, et s’installe à Hambourg au sein du SC Union von 1903 pendant une saison, où là encore, il se contente du niveau régional.
En 1925 quitte l’Allemagne pour se rendre en Italie, dans les rangs du  Derthona FBC, qui évolue en seconde division italienne. Il termine à la deuxième place du groupe A. La saison suivante, il déménage à Gênes, club qui fait ses débuts dans le Divisione Nazionale, tout comme lui. Ils finissent troisième du groupe A, et sont qualifiés pour la phase finale, dans laquelle ils terminent à la quatrième place. Il met fin à sa carrière de joueur au terme de cette saison.
On le retrouve en 1934 à Viana Do Castelo, au Portugal au sein du SC Vianense. Saison qu’il ne finit pas car il rejoint l’Académico FC est présent dans le   Championnat du Portugal de football de première division 1935. Il n’arrive néanmoins pas à sauver l’Académico FC, qui termine septième et est relégué. 
Il passe la frontière et rejoint le Deportivo, qui joue en  Segunda Division. On perd sa trace jusqu’en 1941, où on le retrouve à la tête du FC Porto. Club qu’il retourne à gérer le 7 décembre 1950, en remplacement de l’austro-hongrois Anton Vogel. Il termine à la deuxième place derrière le Sporting, avec onze points d’écart. Il est néanmoins remplacé par Eladio Vaschetto, la saison suivante.
Installé à Porto, il meurt en avril 1977.

## Statistiques

### Joueur
| Championnats | Championnats      | Championnats        | Championnats | Championnats | Coupes nationales | Coupes nationales | Coupes continentales | Coupes continentales | Sélection Hongrie | Sélection Hongrie | Total   | Total |
| Saison       | Club              | Pays                | Matches      | Buts         | Matches           | Buts              | Matches              | Buts                 | Matches           | Buts              | Matches | Buts  |
| ------------ | ----------------- | ------------------- | ------------ | ------------ | ----------------- | ----------------- | -------------------- | -------------------- | ----------------- | ----------------- | ------- | ----- |
| 1919-20      | NSC Budapest      | NBI                 | ?            | ?            | ?                 | ?                 | ?                    | ?                    | 0                 | 0                 | ?       | ?     |
| 1920-21      | NSC Budapest      | DII                 | ?            | ?            | ?                 | ?                 | ?                    | ?                    | 1                 | 0                 | ?       | ?     |
| 1921-22      | 1. FC Sarrebruck  | Regionalliga Ouest  | ?            | ?            | ?                 | ?                 | ?                    | ?                    | 0                 | 0                 | ?       | ?     |
| 1922-23      | 1. FC Sarrebruck  | Regionalliga Ouest  | ?            | ?            | ?                 | ?                 | ?                    | ?                    | 0                 | 0                 | ?       | ?     |
| 1923-24      | 1. FC Sarrebruck  | Regionalliga Ouest  | ?            | ?            | ?                 | ?                 | ?                    | ?                    | 0                 | 0                 | ?       | ?     |
| 1924-25      | SC Union von 1903 | Regionalliga Nord   | ?            | ?            | ?                 | ?                 | ?                    | ?                    | 0                 | 0                 | ?       | ?     |
| 1925-26      | Derthona FBC      | D.II G.A            | ?            | ?            | ?                 | ?                 | ?                    | ?                    | 0                 | 0                 | ?       | ?     |
| 1926-27      | Genoa CFC         | Divisione Nazionale | 9            | 3            | 0                 | 0                 | 0                    | 0                    | 0                 | 0                 | 9       | 3     |
| Total        | Total             | Total               | ?            | ?            | ?                 | ?                 | ?                    | ?                    | 1                 | 0                 | ?       | ?     |

### Entraîneur
| Résultats | Résultats            | Résultats        | Résultats | Résultats | Résultats | Résultats | Total       | Total  | Total      |
| Saison    | Club                 | Pays             | Victoires | Nuls      | Défaites  | Titres    | % Victoires | % Nuls | % Défaites |
| --------- | -------------------- | ---------------- | --------- | --------- | --------- | --------- | ----------- | ------ | ---------- |
| 1934-35   | SC Viana do Castelo  | I Divisão        | ?         | ?         | ?         | ?         | ?           | ?      | ?          |
| 1934-35   | Académico FC         | I Divisão        | ?         | ?         | ?         | ?         | ?           | ?      | ?          |
| 1935-36   | Deportivo La Corogne | Segunda Division | ?         | ?         | ?         | ?         | ?           | ?      | ?          |
| 1941-42   | FC Porto             | I Divisão        | ?         | ?         | ?         | ?         | ?           | ?      | ?          |
| 1946-47   | FC Famalicão         | I Divisão        | 7         | 3         | 16        | 0         | 26,92       | 11,54  | 61,54      |
| 1949-50   | Académica            | I Divisão        | 8         | 8         | 10        | 0         | 30,77       | 30,77  | 39,46      |
| 1950-51   | Académica            | I Divisão        | 5         | 1         | 4         | 0         | 50,00       | 10,00  | 40,00      |
| 1950-51   | FC Porto             | I Divisão        | 12        | 2         | 5         | ?         | 63,16       | 10,53  | 26,31      |
| Total     | Total                | Total            | 37        | 14        | 35        | ?         | 43,02       | 16,28  | 40.70      |

### En sélection nationale
En 1921, il est convoqué en sélection nationale le 5 juin 1921 en match amical contre l’Allemagne, alors qu’il évolue en tant que joueur de deuxième division hongroise. Il rentre à la 28e minute en remplacement de Faludi (Orth) György, il devient ainsi le premier remplaçant à entrer en jeu dans l’histoire de la sélection nationale hongroise. Victoire 3-0 pour les Magyars. C’est aussi sa seule sélection.
| Date        | Club         | Compétition | Adversaire | Résultat | Tps de jeu | Buts |
| ----------- | ------------ | ----------- | ---------- | -------- | ---------- | ---- |
| 5 juin 1921 | NSC Budapest | Amicale     | Autriche   | 3-0      | 62         | 0    |

## Palmarès

### Honneurs
- Vice-Champion du Portugal en 1951 avec le FC Porto.